# 기독교민주운동
기독교민주운동(基督敎民主運動, 슬로바키아어: Kresťanskodemokratické hnutie, KDH)은 1990년에 슬로바키아에서 만들어진 기독교민주주의 정당이다. 현재 지도자는 알로즈 힐리나이며, 2016년 총선거 결과, 시에티에 이어 제9당이다.

## 같이 보기
- 슬로바키아의 정당
- 슬로바키아 민주기독교연합-민주당